# Trimma okinawae
Trimma okinawae es una especie de peces de la familia de los Gobiidae en el orden de los Perciformes.

## Morfología
Los machos pueden llegar a alcanzar los 3,5 cm de longitud total.

## Hábitat
Es un pez de mar y de clima tropical y asociado a los  arrecifes de coral hasta los 30 m de profundidad.

## Distribución geográfica
Se encuentra desde las Islas Ryukyu y Ogasawara hasta el este del Índico, la Gran Barrera de Coral.

## Observaciones
Es inofensivo para los humanos.